# 天保山ハーバービレッジ

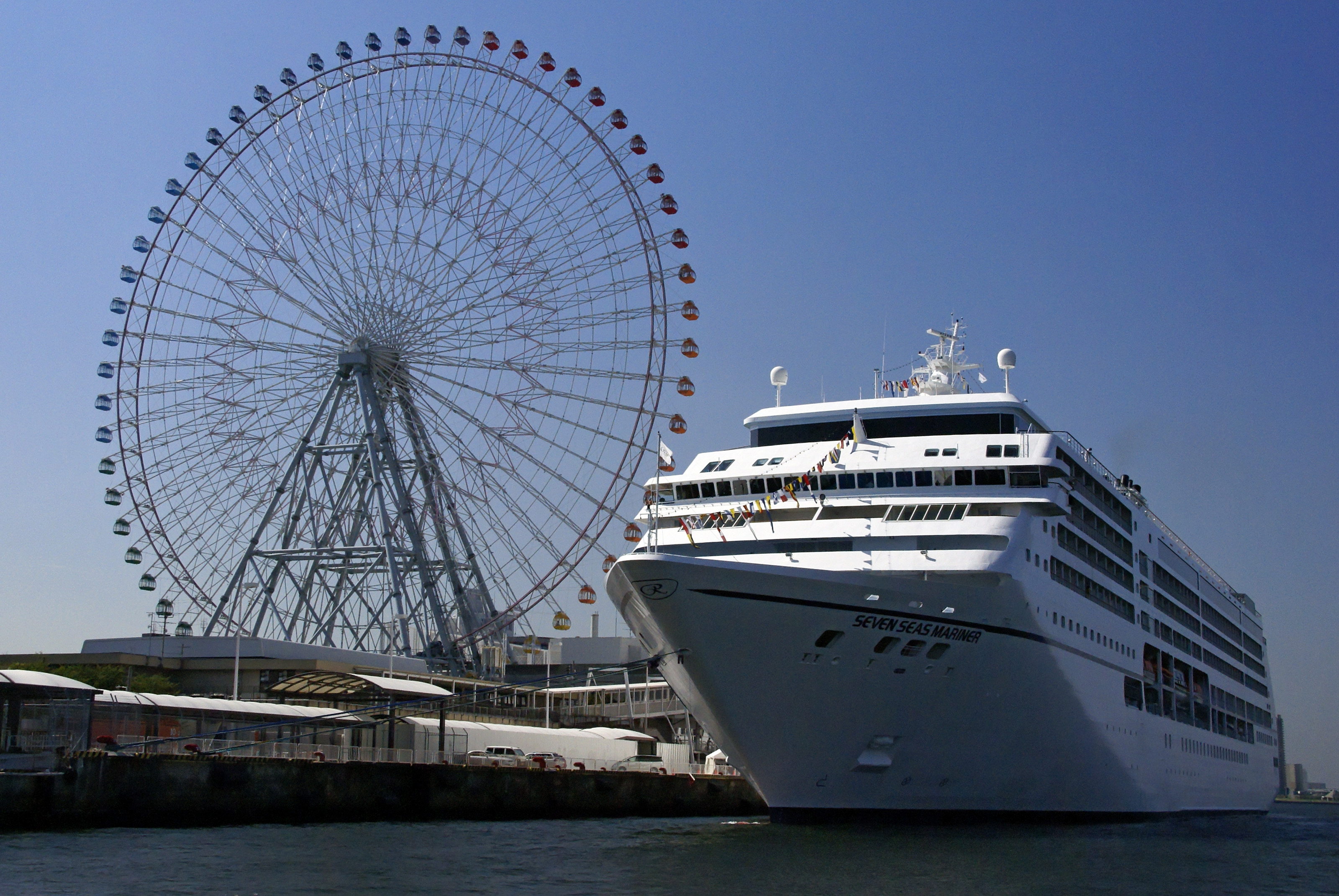
天保山岸壁と天保山大観覧車

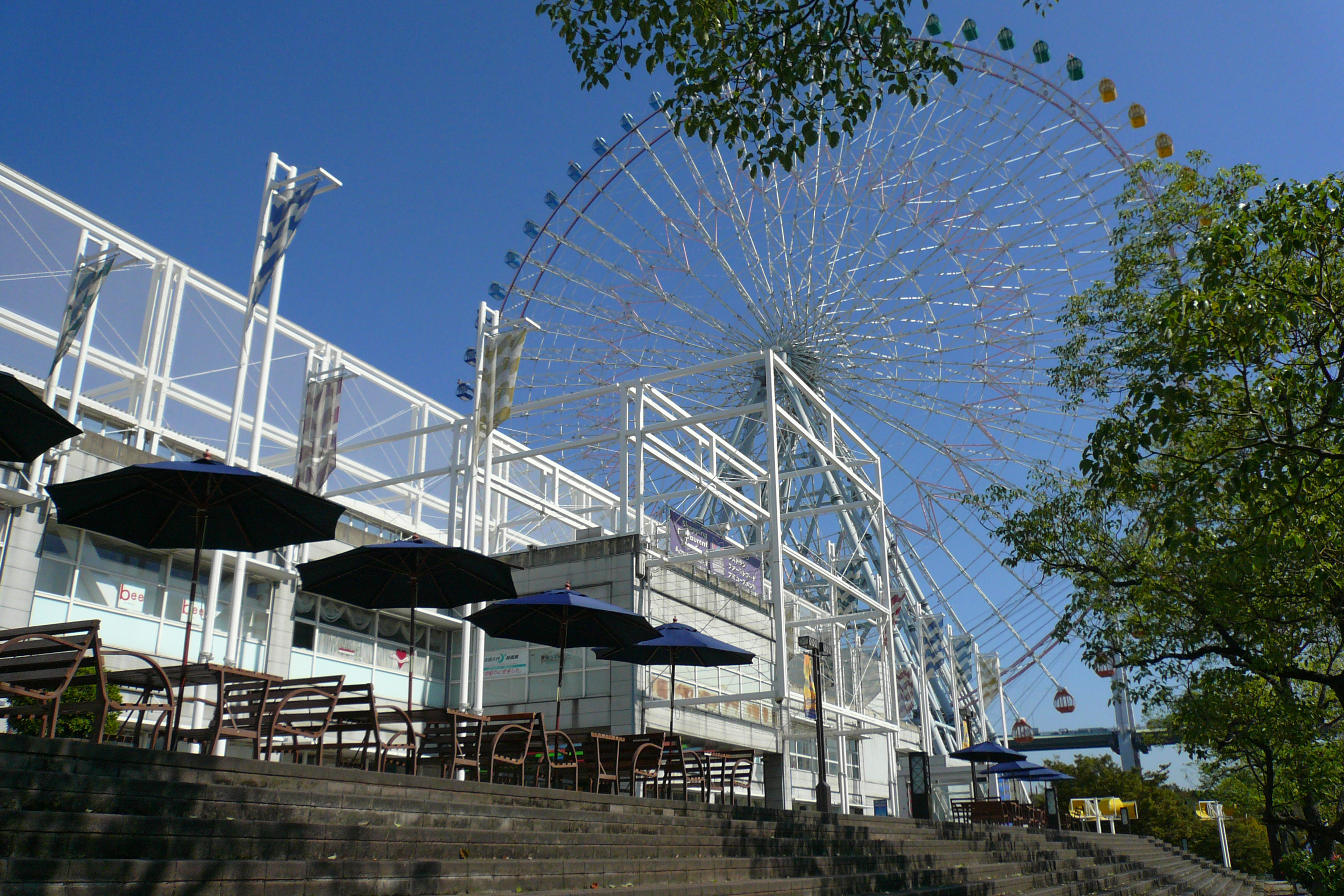
天保山マーケットプレース

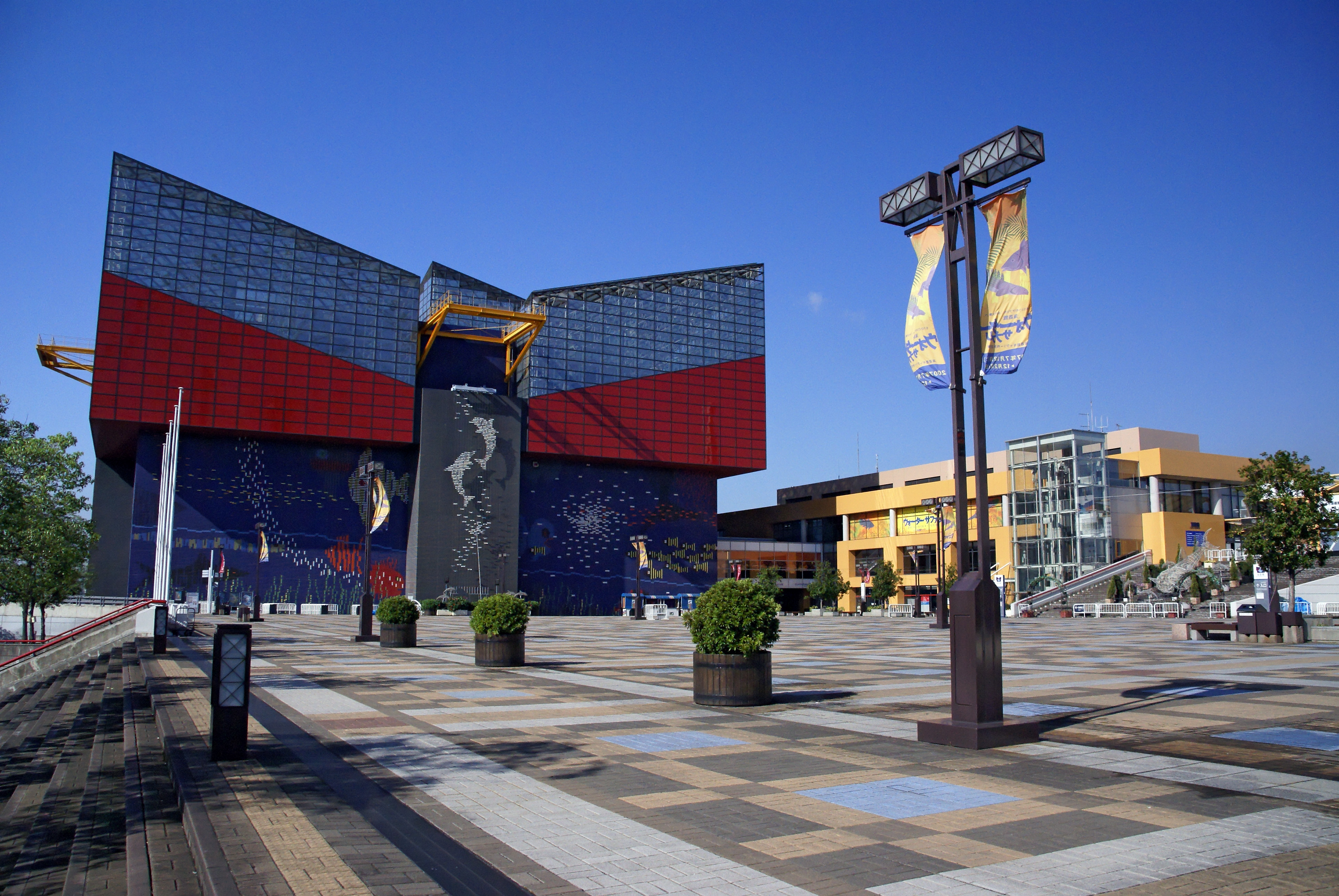
海遊館

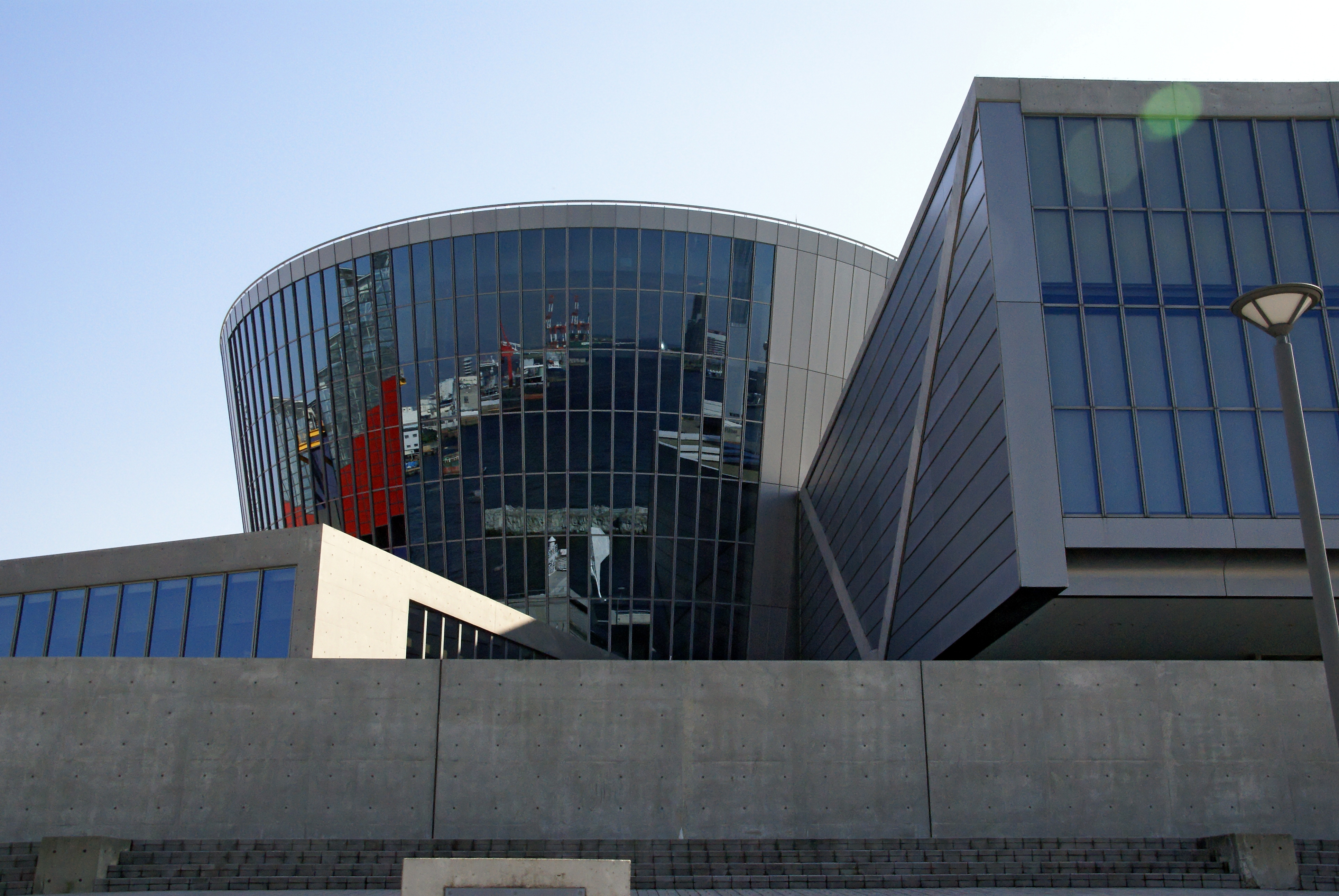
大阪文化館・天保山

天保山ハーバービレッジ（てんぽうざんハーバービレッジ）は、大阪府大阪市港区海岸通1丁目にある複合型アミューズメント施設。天保山公園の南西に位置する。
大阪港のウォーターフロント開発計画によって大阪築港の中央突堤より北側の海岸部が天保山公園にかけて再開発され、1990年（平成2年）7月に開業した。海遊館などの主要施設は近鉄グループの「株式会社海遊館」が運営している。安治川対岸にあるユニバーサル・スタジオ・ジャパンとともに、大阪ベイエリアの観光スポットとして家族連れやカップル、外国人観光客などで賑わっている。

## 主な施設
株式会社海遊館が運営している施設
- 海遊館
- 天保山マーケットプレース
  - レゴランド・ディスカバリー・センター大阪（2015年（平成27年）4月23日開業）
  - なにわ食いしんぼ横丁

- 天保山大観覧車

その他の企業・団体が運営している施設
- 大阪文化館・天保山
  - TEMPO HARBOR THEATER

- サンタマリア（遊覧船） - 海遊館西はとばから発着。
- キャプテンライン（シャトル船） - 海遊館西はとばから発着。
- ホテルシーガルてんぽーざん大阪

## 隣接する公共施設など
- 天保山客船ターミナル（天保山岸壁） - 大型クルーズ客船などに対応。
- 天保山公園

## 交通

### 鉄道
- Osaka Metro中央線 - 大阪港駅下車後徒歩約10分

### バス
- 大阪シティバス - 天保山ハーバービレッジバス停下車
  - なんばから60号系統で約40分。
  - 大阪駅から88号系統で約50分。
  - 淀屋橋駅から88号系統で約45分。
- 南海バス 海遊館（天保山）バス停
  - 南海本線堺駅及び南海高野線堺東駅からN3(N3-1)系統でそれぞれ約35分、40分。（ただし、土休日と学休期間中の運行）
- 関西国際空港発リムジンバス（関西空港交通・近鉄バス・阪神バス） - 天保山（海遊館）バス停下車

### 船
- キャプテンライン ユニバーサルシティポートから海遊館西はとばまで約10分。
- 大阪市営渡船 天保山渡船場（桜島側）から天保山渡船場（築港側）まで約5分。